# Тианж, Габриела де Рошешуар-Мортемар де
Габриела де Рошешуар-Мортемар, маркиза де Тианж (фр. Gabrielle de Rochechouart de Mortemart, Marquise de Thianges; 1633, Люссак-Ле-Шато — 12 сентября 1693, Париж) — французская аристократка. Обладая красотой и острым умом, она всю жизнь провела при дворе короля Франции Людовика XIV. Габриела доводилась старшей сестрой знаменитой официальной фаворитке короля мадам Монтеспан.

## Биография

### Детство
Габриела была старшим ребёнком в семье Габриеля де Рошешуара, маркиза Мортемара, первого камер-юнкера короля Людовика XIII, и его супруги, Дианы де Грансен, фрейлины королевы Анны Австрийской.
Детство Габриела провела в фамильном замке — шато Люссак — расположенном на территории современного французского департамента Вьенна (регион Пуату — Шаранта). Образование она получала в Сенте, в женском монастыре святой Марии.

### Жизнь при дворе
В возрасте 18 лет родители представили её ко двору; это произошло в 1651 году в период Фронды принцев. В начале её устроили ко двору юного короля Людовика XIV. Спустя какое то время она перешла ко двору младшего брата короля, Филиппа, герцога Анжуйского. Между Габриелой и Филиппом установились доверительные отношения и их дружба продлилась до конца дней каждого из них, несмотря на то, что в 1661 году Филипп стал герцогом Орлеанским и при королевском дворе были известны гомосексуальные отношения Месье.
В 1655 году в возрасте 22 лет Габриела вышла замуж за Клода Леонора Дама де Тианжа, маркиза де Тианж. Клод Леонор был доблестным и бесстрашным военным, участвовавшим во всех военных компаниях Людовика XIV. В этом браке было четыре ребёнка, но наследники были только у одного из них.
Несмотря на то, что Габриела возможно была фавориткой Людовика XIV, она никогда не имела столько влияния на короля, сколько имела её младшая сестра мадам Монтеспан, имевшая титул официальной фаворитки короля.
Габриела была старше своей сестры, мадам Монтеспан, на 7 лет, и она была не столь привлекательна внешне; соперничества между сёстрами никогда не было, хоть они и находились рядом в течение многих лет придворной жизни. Габриела также находилась при дворе, сопровождавшем Людовика XIV во время военных походов Деволюционной войны, когда начались близкие отношения короля и её сестры Франсуазы. Габриела также находилась при дворе, когда её сестра в принадлежавшем французам городе Турне в июне 1673 года родила одного из внебрачных детей Людовика XIV, дочь Луизу Франсуазу. Габриела была по-прежнему в милости при дворе Людовика XIV, когда её сестра уже была отлучена от двора и жила в женской обители. Габриела пользовалась своими правами до конца своих дней — ей было позволено входить в кабинеты короля вместе с принцессами после вечернего ужина.
Габриела, маркиза де Тианж, скончалась 12 сентября 1693 года в возрасте примерно 60 лет и была погребена рядом со своим отцом в парижской церкви Кающихся Грешников в Пикпусе (тогда это была окраина Парижа, сейчас — парижский квартал с одноимённой станцией метро).

## Семья и дети
- Диана Габриель Дама де Тианж, герцогиня де Невер (фр. Diane Gabrielle Damas de Thianges, Duchesse de Nevers), (1656 — 12 января 1715); вышла замуж за Филиппа-Жюльена Манчини-Мазарини (были наследники);
- Клод Анри Филибер Дама де Тианж, маркиз де Тианж (фр. Claude Henri Philibert Damas de Thianges), (1663 — 04 января 1708); был женат дважды: (1) Анна Клер де Ла Шапель (без наследников); (2) Анна Филиппа де Арле (без наследников);
- Луиза Эльвид Дама де Тианж, герцогиня Сфорца (фр. Louise Elvide Damas de Thianges, Duchesse de Sforza); вышла замуж за Луиджи Сфорца-Конти 30 октября 1678 года (без наследников);
- Габриела Дама де Тианж (? — ок. 1693) незамужняя;

Дочь маркизы Тианж, Диана, вышла замуж за Филиппа-Жюльена Манчини-Мазарини, герцога Неверского и племянника кардинала Мазарини. Таким образом, через дочь Диану Габриела является бабушкой Филиппа Жюля Франсуа Манчини и прабабкой Луи Жюля Манчини, знаменитого французского дипломата и писателя. Отношения с дочерью Дианой у неё были столь же доверительными, как и со своей сестрой, мадам Монтеспан.

## Образ маркизы де Тианж в кино
- Путь короля / L’allée du roi (Франция; 1996) режиссёр Нина Компанеец, в роли мадам де Тианж Сильвия Берже.